# توم كورتيس (لاعب كرة قدم أمريكية)
توم كورتيس (بالإنجليزية: Tom Curtis)‏ هو لاعب كرة قدم أمريكية أمريكي، ولد في 1 نوفمبر 1947 في كليفلاند في الولايات المتحدة.